# عبد اللطيف كشيش
عبد اللطيف كشيش (بالفرنسية: Abdellatif Kechiche)‏ مخرج وممثل وكاتب سيناريو تونسي فرنسي، ولد في 7 ديسمبر 1960 بمدينة تونس.

## حياته
ولد عبد اللطيف كشيش وعاش أول طفولته في تونس، ثم ارتحل مع والديه إلى مدينة نيس بفرنسا وهو في السادسة من عمره. دفعه شغفه بالمسرح إلى دراسة الفن الدرامي في معهد الفنون الدرامية ثم عمل ممثلًا مسرحيًا وسينمائيًا منذ بداية عام 1978، ثم اخترق السينما كممثل عام 1984 حين ظهر في فيلم «شاي بالنعناع» للمخرج عبد الكريم بهلول، وفي عام 1994 فاز بجائزتين تقديرًا لأدائه في فيلم «بزناس» للمخرج النوري بوزيد، وفي عام 2000 أخرج أول أفلامه الطويلة تحت اسم «خطأ فولتير»، ثم فيلم «المراوغة» عام 2003، وهو الفيلم الذي حصل على جائزة سيزر لأفضل فيلم وأفضل سيناريو أصلي، في مهرجان دبي السينمائي الدولي بأنتيب.

## مهرجان كان السينمائي 2013
فاز عبد اللطيف كشيش مع الممثلتين ليا سيدو وأديل إكساركوبولوس، بالسعفة الذهبية عن فيلم حياة أديل في الدورة السادسة والستين من مهرجان كان السينمائي.

## وصلات خارجية
- عبد اللطيف كشيش على موقع IMDb (الإنجليزية)
- عبد اللطيف كشيش على موقع مونزينجر (الألمانية)
- عبد اللطيف كشيش على موقع قاعدة بيانات الأفلام العربية
- عبد اللطيف كشيش على موقع ألو سيني (الفرنسية)
- عبد اللطيف كشيش على موقع تيرنر كلاسيك موفيز (الإنجليزية)
- عبد اللطيف كشيش على موقع أول موفي (الإنجليزية)
- عبد اللطيف كشيش على موقع أول موفي (الإنجليزية)
- عبد اللطيف كشيش على موقع قاعدة بيانات الأفلام السويدية (السويدية)
- عبد اللطيف كشيش على موقع قاعدة بيانات الفيلم (الإنجليزية)
- عبد اللطيف كشيش على موقع كينوبويسك (الروسية)